# هاندلوا
هاندلوا (به آلمانی: Krickerhau) یک شهرک با جمعیت ۱۷٬۶۹۸ نفر که در Prievidza District، اسلواکی واقع شده‌است.